# Jad Assouab
Jad Assouab (en arabe : جاد الصواب), né le 20 janvier 1995 à Rabat, est un footballeur marocain évoluant au poste de défenseur aux FAR de Rabat.

## Biographie

### En club
Formé au Raja de Beni Mellal, le 15 septembre 2019, Jad Assouab signe un contrat professionnel aux FAR de Rabat. Le 1er mai 2020, il entre en jeu face à l'Olympique de Safi en championnat marocain (victoire, 0-3). Le 27 juin 2021, il reçoit sa première titularisation face au Chabab Mohammedia (victoire, 0-2).